# Jan Erixon
Jan Erixon (ur. 8 lipca 1962 w Skellefteå) – szwedzki hokeista, reprezentant kraju. Trener hokejowy.
Wychowanek szwedzkiego klubu Skellefteå AIK. W tej drużynie występował w latach 1980–1983. W 1981 roku został wybrany z numerem 30 w drugiej rundzie draftu NHL przez klub New York Rangers, w którym występował w latach 1983–1993 w rozgrywkach NHL. Karierę zakończył w macierzystym klubie Skellefteå AIK w sezonie 1993-1994.
Uczestniczył w turniejach Canada Cup 1981 oraz Mistrzostw Świata w 1982, 1983.
Od 2010 roku trener juniorskiej drużyny Skellefteå AIK.
Jego syn Tim (ur. 1991) urodził się w Stanach Zjednoczonych, gdy Jan występował w lidze NHL. Syn także jest hokeistą i podobnie jak ojciec jest wychowankiem Skellefteå AIK. Tak jak ojciec występował też w drużynie New York Rangers. Występuje z numerem 20, tym samym co ojciec.

## Kariera klubowa
- Skellefteå (1980-1983)
- New York Rangers (1983-1993)
- Skellefteå (1993-1994)

## Statystyki NHL
|              |                  |              | Sezony regularne | Sezony regularne | Sezony regularne | Sezony regularne | Sezony regularne |    | Playoffs | Playoffs | Playoffs | Playoffs | Playoffs |
| Sezon        | Drużyna          | M            | G                | A                | Pkt              | K                | M                | G  | A        | Pkt      | K        |          |          |
| ------------ | ---------------- | ------------ | ---------------- | ---------------- | ---------------- | ---------------- | ---------------- | -- | -------- | -------- | -------- | -------- | -------- |
| 1983-84      | New York Rangers | 75           | 5                | 25               | 30               | 16               | 5                | 2  | 0        | 2        | 4        |          |          |
| 1984-85      | New York Rangers | 66           | 7                | 22               | 29               | 33               | 2                | 0  | 0        | 0        | 2        |          |          |
| 1985-86      | New York Rangers | 31           | 2                | 17               | 19               | 4                | 12               | 0  | 1        | 1        | 4        |          |          |
| 1986-87      | New York Rangers | 68           | 8                | 18               | 26               | 24               | 6                | 1  | 0        | 1        | 0        |          |          |
| 1987-88      | New York Rangers | 70           | 7                | 19               | 26               | 33               | –                | –  | –        | –        | –        |          |          |
| 1988-89      | New York Rangers | 44           | 4                | 11               | 15               | 27               | 4                | 0  | 1        | 1        | 2        |          |          |
| 1989-90      | New York Rangers | 58           | 4                | 9                | 13               | 8                | 10               | 1  | 0        | 1        | 2        |          |          |
| 1990-91      | New York Rangers | 53           | 7                | 18               | 25               | 8                | 6                | 1  | 2        | 3        | 0        |          |          |
| 1991-92      | New York Rangers | 46           | 8                | 9                | 17               | 4                | 13               | 2  | 3        | 5        | 2        |          |          |
| 1992-93      | New York Rangers | 45           | 5                | 11               | 16               | 10               | –                | –  | –        | –        | –        |          |          |
| Podsumowanie | Podsumowanie     | Podsumowanie | 556              | 57               | 159              | 216              | 167              | 58 | 7        | 7        | 14       | 16       |          |

Legenda: M – ilość rozegranych spotkań, G – liczba zdobytych goli, A – liczba uzyskanych asyst, Pkt. – tzw. punktacja kanadyjska, czyli suma bramek i asyst, K – liczba minut spędzonych na ławce kar.

## Sukcesy
Reprezentacyjne
- Złoty medal Mistrzostw świata juniorów do lat 20: 1981

Klubowe
- Mistrzostwo Dywizji NHL: 1990, 1992
- Presidents’ Trophy: 1992

Indywidualne
- Mistrzostwa świata juniorów do lat 20 w 1981:
  - Skład gwiazd turnieju